# BBC Radio 5 Live
BBC Radio 5 Live (noto anche solo come 5 Live) è il servizio radiofonico nazionale della BBC che trasmette principalmente notizie, sport, discussioni, interviste e interventi telefonici. È la principale stazione radio a coprire lo sport nel Regno Unito, trasmettendo praticamente tutti i principali eventi sportivi organizzati nel Regno Unito o che coinvolgono sportivi britannici.
Radio 5 Live fu lanciato nel marzo 1994 come riposizionamento dell'originale Radio 5, che era partito il 27 agosto 1990. È trasmesso via radio analogica in AM su onde medie 693 e 909 kHz e digitalmente via radio, televisione digitale e via streaming. A causa delle restrizioni sui diritti, la copertura di alcuni eventi (in particolare lo sport dal vivo) non è disponibile online o è limitata agli indirizzi del Regno Unito.
La stazione trasmette da MediaCityUK a Salford nella Grande Manchester ed è un dipartimento della divisione BBC Nord.

## Storia

Il logo di Five live 2000–2007

Il logo di BBC Radio 5 Live 2007–2022

Il successo di Radio 4 News FM durante la prima Guerra del Golfo (1991) portò la BBC a proporre il lancio di un servizio di notiziario continuo. Inizialmente il piano era quello di trasmettere un notiziario continuo sulla frequenza delle onde lunghe di BBC Radio 4, ma questo incontrò una notevole opposizione, sia internamente che esternamente, quindi la BBC decise di chiudere il vecchio BBC Radio 5 e sostituire i programmi educativi e per bambini del vecchio servizio con un nuovo servizio di notizie, pur mantenendo i programmi sportivi. BBC Radio 5 Live iniziò il suo servizio 24 ore su 24 alle ore 5 di lunedì 28 marzo 1994. La prima voce in onda, Jane Garvey, continuò successivamente a co-presentare gli spettacoli per la colazione e le trasmissioni del drive time con Peter Allen. The Times descrisse il lancio come "scivolare senza intoppi e con sicurezza in una routine di chiacchiere informative" e The Scotsman come "professionalità al massimo delle aspettative".
Le notizie del primo giorno furono dominate dalla pugnalata mortale alla Hall Garth School di Cleveland, il primo di molti incidenti importanti coperti dalla rete mentre si svolgevano.
Il tono del canale, coinvolgente e più rilassato rispetto alla produzione della BBC contemporanea, fu la chiave del successo del canale e creò il modello per altri servizi della BBC News più avanti nel decennio. Il primo pubblico era di circa quattro milioni, con un record di ascolti da sei milioni e un quarto. Tra i principali redattori coinvolti nella progettazione dei form del programma e nel reclutamento del personale per la nuova stazione c'erano Sara Nathan, in seguito direttore di Channel 4 News, e Tim Luckhurst, in seguito direttore del giornale The Scotsman e attualmente professore di giornalismo all'Università del Kent.
Nel 2000 la stazione fu ribattezzata con un nuovo logo che sarebbe rimasto con la stazione per altri sette anni. Inoltre il 2 febbraio 2002 fu lanciata una stazione di accompagnamento, BBC Radio 5 Live Sports Extra, come servizio esclusivamente digitale per integrare la gamma degli sport ed evitare scontri; in precedenza venivano utilizzate le stazioni di radio locali della BBC e la frequenza delle onde lunghe di BBC Radio 4. Durante questo periodo, Five Live vinse numerosi premi tra cui cinque Sony Awards nel 2005; il premio per l'oro singolo fu assegnato per la copertura dello tsnunami asiatico del 2004 nella categoria News Story Award, assieme ad altri quattro premi d'argento e sei nomination. La stazione iniziò anche ad ampliare i suoi confini con la pubblicazione dell'Annuario sportivo di Radio Five Live. Nell'agosto 2007 BBC Radio 5 Live ebbe un nuovo logo in linea con il resto della rete BBC Radio e un nuovo design di sfondo con linee parallele diagonali.
Nel 2008 la BBC annunciò che la stazione si sarebbe trasferita a MediaCityUK a Salford.
Nel 2017/18 fu osservato che la stazione non solo era il quarto costo più alto per utente di tutta la produzione radio della BBC, ma i che i suoi costi erano anche aumentati, passando da 2,3 sterline l'ora dell'anno precedente a 2,5, quindi uguale a 1Xtra. L'indice di gradimento del pubblico non era aumentato, rimanendo a 79,9 e il tempo medio trascorso sul canale era sceso dalle 06:41 a 06:34, il quarto ribasso più grosso tra tutte le stazioni radio della BBC.

## Trasmissioni

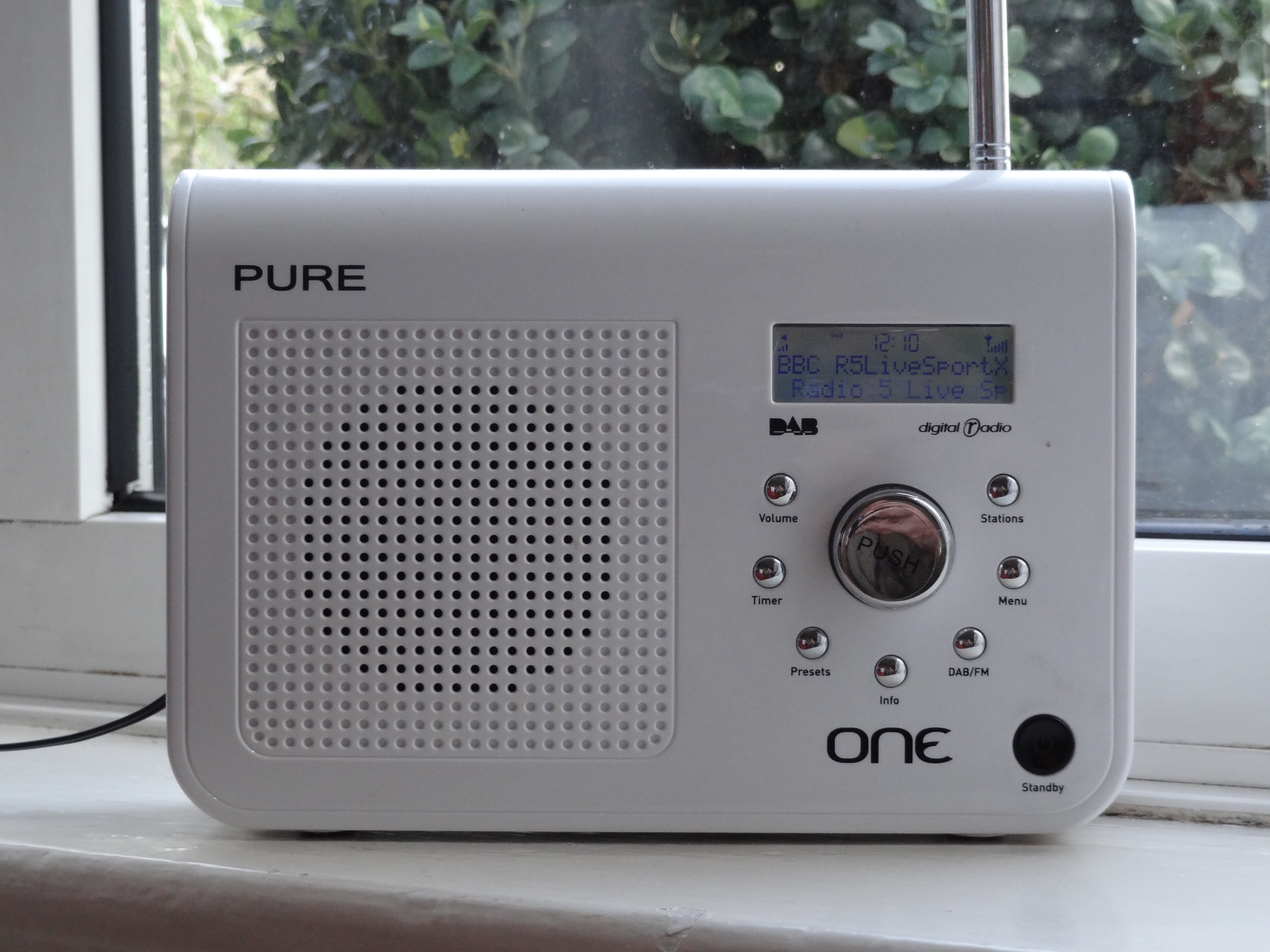
BBC Radio 5 Live Sport suona

BBC Radio 5 Live trasmette in AM sulle frequenze delle onde medie 693 e 909 kHz a livello nazionale, con la frequenza 990 kHz utilizzata nella Cardigan Bay; queste frequenze erano state utilizzate da BBC Radio 5 e in precedenza da BBC Radio 2. Caso unico nella rete BBC Radio, è la sola stazione che non è né puramente digitale (come 1Xtra, Radio 4 Extra e 6 Music), né trasmette in FM analogica. Tuttavia viene trasmessa in stereo su FM e DAB su BBC Local Radio durante la notte, di solito dalle 1:00 fino a quando la BBC Local Radio inizia le trasmissioni mattutine, di solito le 5:00. BBC Radio 5 Live è anche trasmesso su BBC Radio Cymru in stereo da mezzanotte alle 5:30, su BBC Radio Scotland dall'1 alle 6 e su BBC Radio Ulster da mezzanotte alle 6:30. Oltre alle trasmissioni in AM, la stazione trasmette anche in digitale in mono su DAB Digital Radio e in televisione attraverso servizi satellitari come Sky, via cavo come Virgin Media, servizi DTT come Freeview, Freesat (sul canale 705) e attraverso IPTV. La stazione trasmette anche programmi in diretta attraverso il sito Web BBC iPlayer Radio, che consente di riprodurre i programmi fino a un mese dopo la trasmissione originale. Il servizio è disponibile anche sul sito internet di Radioplayer parzialmente gestito dalla BBC. Prima del lancio della trasmissione digitale, BBC Radio 5 Live aveva trasmesso su satellite analogico con qualità quasi FM.
Per molti anni la stazione ha funzionato dai quattro piani all'interno del centro notizie del BBC Television Center, a causa degli stretti collegamenti tra la stazione e BBC News e la stessa ubicazione di BBC Sport. Tuttavia, nell'ambito del piano della società di vendere il Television Center, nel 2008 fu presa la decisione di spostare BBC Radio 5 Live nel nuovo hub di trasmissione di MediaCityUK. Lo spostamento è iniziato nel settembre 2011 ed ha richiesto due mesi. I nuovi studi occupano un unico piano in Quay House, con due studi abbastanza grandi per diversi ospiti e uno studio separato per i grandi gruppi. La stazione continua ad avere una presenza nello studio di Londra, con Studio 51A della BBC Broadcasting House a Londra utilizzato per programmi e interviste realizzati a Londra per la stazione, come "Kermode e Mayo's Film Review".

## Elenco dei programmi trasmessi su 5 Live
- Up All Night con Dotun Adebayo (Sabato – Lunedì mattina), Rhod Sharp (Martedì – Giovedì mattina) e un conduttore ospite (Venerdì mattina)
- Morning Reports con i lettori di news della notte
- Wake Up to Money con Sean Farrington, Mickey Clarke e Louise Cooper
- 5 live Breakfast con Nicky Campbell e Rachel Burden
- Emma Barnett (Lunedì – Giovedì) e Chiles on Friday (Venerdì)
- Nihal Arthanayake (Lunedì – Giovedì)
- Friday Sports Panel con Eleanor Oldroyd
- Kermode and Mayo's Film Review con Mark Kermode e Simon Mayo (Venerdì)
- Elis James and John Robins (Venerdì)
- 5 live Drive con Anna Foster e Tony Livesey
- 5 live Sport con Mark Chapman (Lunedì-Mercoldì-Sabato), Kelly Cates (Martedì), Steve Crossman (Giovedì), Darren Fletcher (Venerdì) e Steve Crossman o Emma Saunders (Domenica)
- Sarah Brett (Lunedì – Mercoldì), Question Time Extra Time con Adrian Chiles (Giovedì) e Stephan Nolan (Venerdì – Domenica)
- 5 live Boxing con Mike Costello e Steve Bunce (Sabato)
- Weekend Breakfast con Chris Warburton e Eleanor Oldroyd (Sabato) o Sam Walker (Domenica)
- Tailenders con Greg James, Jimmy Anderson e Felix White (Sabato)
- Fighting Talk con Colin Murray (Sabato)
- Sports Report con Mark Chapman (Sabato)
- 606 con Alistair Bruce-Ball e Chris Sutton (Sabato) o Robbie Savage e un presentatore ospite (Domenica)
- 5 live in Short con Chris Warburton (Domenica mattina)
- 5 live Science con Chris Smith e the Naked Scientists team (Domenica)
- Sportsweek con Garry Richardson (Domenica)
- Pienaar's Politics (Domenica)
- 5 live Investigates con Adrian Goldberg (Domenica)
- The Squad con Nick Bright (Domenica)
- Peter Allen and Caroline Barker (Domenica)
- Robbie Savage’s Premier League Breakfast con Robbie Savage (Venerdì)

## Programmazione

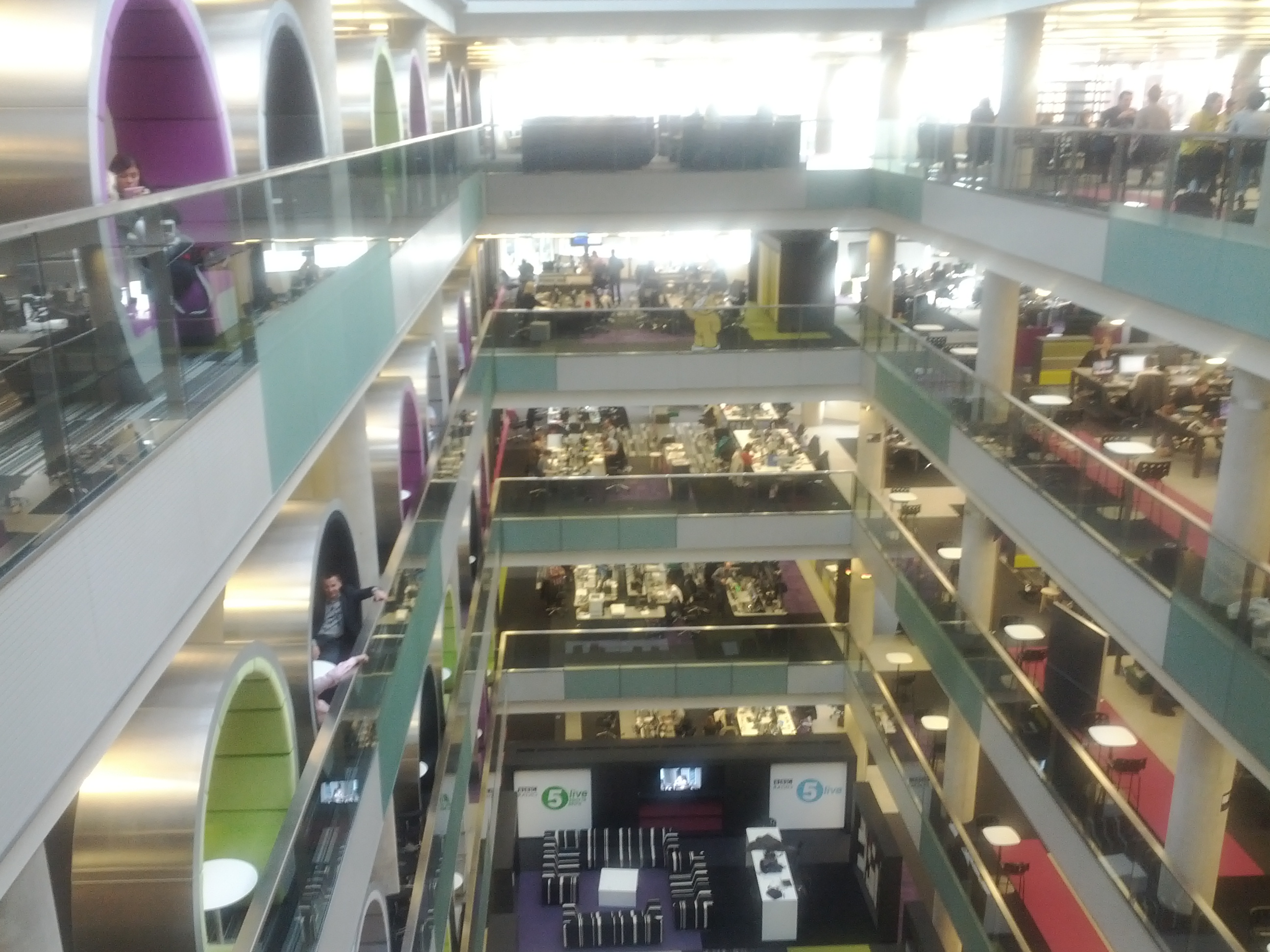
BBC Radio 5 Live a MediaCityUK

Il compito di BBC Radio 5 Live comprende la trasmissione di notizie ininterrotte e la trasmissione di notizie in tempo reale. Offre notiziari ogni mezz'ora, a parte durante i commenti sportivi in diretta. La politica della BBC per i principali eventi di attualità si basa su un elenco di priorità. Con le notizie del Regno Unito, il corrispondente registra innanzitutto un minuto generico di riepilogo (per l'utilizzo da parte di tutte le stazioni e canali); la priorità successiva è quella di riferire su Radio 5 Live, quindi sul canale BBC News e poi su tutti gli altri programmi in onda. Per le notizie straniere, prima viene registrato un minuto generico, quindi i bollettini passano alla radio World Service, quindi il giornalista parla su qualsiasi altro programma in onda.
BBC Radio 5 Live trasmette una gamma estremamente ampia di sport e copre tutti i principali eventi sportivi, principalmente sotto il suo banner sportivo di punta Radio 5 Live Sports Extra. Mentre i commenti sul calcio formano la maggior parte dei commenti dal vivo durante la stagione calcistica.

### Elenco eventi trasmessi
La gamma di eventi coperti dalla stazione comprende:
- Live Premier League, FA Cup ed EFL Cup
- FIFA World Cup
- Giochi olimpici
- Tutte le partite di calcio internazionali Home Nations
- Champions League (con limitazioni per la trasmissione online) e la UEFA Europa League
- FIFA Club World Cup (se la parte britannica è coinvolta)
- Men's Golf Majors, compresa la copertura completa degli Open Championship e Masters
- Ryder Cup
- Inghilterra, partite di prova rugby a 15
- The Autumn Internationals e il Torneo Sei Nazioni
- Rugby World Cup
- Copertura completa della Grand National e del Festival di Cheltenham
- Commento del Derby di Epsom e Royal Ascot
- Pugilato
- World Athletics Championships e Commonwealth Games
- Copertura completa dell Torneo di Tennis di Wimbledon
- Maratona di Londra
- The Boat Race (audio simulcast di BBC One TV nel 2015)

## Conduttori
| Anni di servizio     | Conduttore          |
| -------------------- | ------------------- |
| 1997 – dicembre 1999 | Roger Mosey         |
| 2000 – dicembre 2007 | Bob Shennan         |
| 2008 – dicembre 2012 | Adrian Van Klaveren |
| 2013 – presente      | Jonathan Wall       |

## 5 Sports Extra
Poiché 5 Live non è in grado di ospitare tutti gli sport che ha il diritto di trasmettere, alcuni sono coperti dalla stazione gemella Radio 5 Sports Extra, tra questi:
- Commento speciale di tutti i Cricket Tests d'Inghilterra, One Day Internationals e T20 Internationals
- Coppa del Mondo di cricket, ICC Champions Trophy e ICC World Twenty20
- Partite scelte di County Championship, Royal London One-Day Cup e Vitality Blast da BBC Local Radio
- Partite scelte di Super League e Challenge Cup Rugby League
- Tutti i tornei di tennis Grande Slam
- Partite scelte dell'English Premiership e European Rugby Champions Cup da BBC Local Radio
- Formula 1
- Campionato mondiale di hockey su ghiaccio
- Azioni da qualsiasi altra competizione trasmessa su 5 Live

Sports Extra enfatizza in genere le trasmissioni complete del calcio della Premier League e del Torneo Interbritannico, se le partite si sovrappongono. In tali casi, Five Live ha la partita di prima scelta.
Nonostante il fatto che le stazioni commerciali (come Sky Sports) abbiano acquisito la maggior parte dei diritti di trasmissione televisiva sportiva nel Regno Unito, la BBC rimane dominante nello sport radiofonico con BBC Radio 5 Live e le sue stazioni radio locali. Il suo principale rivale commerciale per i diritti sportivi radiofonici è talkSPORT.

## Premi
Nel gennaio 2013, BBC Radio Five Live ha avuto una nomination per il premio Responsible Media of the Year ai British Muslim Awards.